# Maniac Cop (serie di film)
Maniac Cop, conosciuta in italiano come Poliziotto sadico, è una trilogia cinematografica di film horror-slasher, diretta da William Lustig e sceneggiata da Larry Cohen.
La serie verte intorno alla storia di Matthew "Matt" Cordell (interpretato dall'attore Robert Z'Dar), un rinomato agente di polizia americano, che viene incastrato dai piani alti del suo dipartimento e viene recluso nella prigione di Sing Sing, ove viene brutalmente ucciso dai detenuti che lui stesso aveva arrestato. Tornato dall'oltretomba e colmo di rabbia, l'agente Cordell si trasforma in uno spietato maniaco omicida, pronto a scagliare la sua ira sui responsabili.
La serie è composta da tre capitoli che sono Poliziotto sadico (1988), Maniac Cop - Il poliziotto maniaco (1990) e Maniac Cop 3 - Il distintivo del silenzio (1992). Per problemi di distribuzione in Italia uscì prima il secondo capitolo Maniac Cop - Il poliziotto maniaco, e solo due anni più tardi venne distribuito il primo film Poliziotto sadico.

## Film

### Serie originale

#### Poliziotto sadico(1988)
A New York si susseguono una serie di delitti commessi da una figura oscura che, secondo alcune testimonianze, indossa una divisa da poliziotto; il dissenso e la paura dei cittadini porta all'uccisione involontaria di un agente di polizia. Nel frattempo, Ellen, moglie dell'agente Jack Forrest, scopre dell'adulterio del marito con la collega Theresa Mallory in un motel, lo stesso in cui il giorno seguente viene trovato il corpo esanime di Ellen. Le colpe del feroce omicida in divisa ricadono così sulle spalle di Forrest, che ne rievoca anche le caratteristiche fisiche. Tuttavia, le indagini di Mallory restringono il campo sull'ex agente Matthew Cordell, un incorruttibile agente di polizia che venne incastrato dal suo dipartimento e venne rinchiuso nella prigione di Sing Sing, dove fu brutalmente assassinato dagli stessi malviventi che aveva catturato.
Nel frattempo Jack riesce ad evadere e insieme a Theresa interrogano il medico legale di Cordell, che gli confessa che al momento dell'autopsia, Matt era ancora vivo ma cerebralmente morto; quest'ultimo venne affidato segretamente all'amante di Cordell, Sally Noland, che si prese cura di lui. Sbrogliata la matassa, Mallory avverte il commissario Pike e il capitano Ripley dell'imminente vendetta di Cordell, ai danni dei responsabili della sua morte durante la festa di San Patrizio, ma quest'ultima viene ignorata. Pike e Ripley vengono così uccisi dal poliziotto sadico, mentre Jack e Theresa dopo un duro scontro, riescono a uccidere Cordell che muore trafitto nel petto da un grosso tubo, mentre si schianta sul molo a bordo di un furgone della polizia.
Tuttavia sul finale, dall'acqua spunta la mano del maniaco omicida, lasciando intendere che Cordell sia ancora vivo.

#### Maniac Cop - Il poliziotto maniaco(1990)
Dopo gli eventi del primo capitolo, Jack Forrest e Theresa Mallory vengono scagionati dalle accuse e riammessi in servizio, tuttavia i due vengono prima sottoposti a una valutazione psichiatrica dalla dottoressa Susan Riley, dato che entrambi sono ancora convinti che Matthew Cordell sia stato la causa di tutto. Il poliziotto sadico intanto è tornato in vita per completare la sua vendetta, quindi uccide Jack e Theresa e viene avvicinato da Steven Turkell, un serial killer di giovani spogliarelliste, che lo aiuta a entrare nella prigione di Sing Sing per eliminare i suoi assassini.
Una volta raggiunta la prigione, Cordell si vendica dei suoi sicari e ha una colluttazione con Turkell, che sentitosi tradito e usato da Matt cerca di ucciderlo; i due dopo aver sfondato il muro della prigione, precipitano sull'autobus che avevano dirottato, che esplode al suo impatto uccidendo entrambi. Quando tutto sembra finito, durante la veglia funebre in onore di Cordell, l'agente sadico sfonda la bara riprendendo il distintivo in mano.

#### Maniac Cop 3 - Il distintivo del silenzio(1992)
Lo stregone Houngan risveglia l'anima di Matthew Cordell durante un rito voodoo, nel frattempo, l'esuberante agente di polizia Katie Sullivan, viene coinvolta in un conflitto a fuoco all'interno di una farmacia, ove quest'ultima rimane ferita non prima di sparare al malvivente e uccidere la commessa, che si rivela essere una complice; tutto questo viene filmato da due sciacalli dell'informazione. L'agente investigativo Sean McKinney e grande amico di Katie, viene a sapere del suo stato vegetativo e inizia a indagare sulle morti sospette provocate da Cordell all'interno dell'ospedale, compresi gli omicidi dei due giornalisti che avevano registrato e manomesso l'aggressione, per mettere in cattiva luce le forze dell'ordine.
In tutto questo si scopre che Cordell vuole riportare in vita Katie con la complicità di Houngan, ma quest'ultimo non riesce a evocare lo spirito dell'agente Sullivan che si rifiuta di tornare e viene ucciso dal poliziotto sadico; in quel frangente lui e Katie vengono arsi vivi da McKinney e la dottoressa Susan Fowler. Cordell tuttavia è ancora vivo, e insegue in fiamme Sean e Susan che riescono a ucciderlo definitivamente solo dopo aver fatto esplodere una bombola di ossigeno, all'interno del mezzo guidato da Cordell.
Mentre giacciono i corpi carbonizzati di Matt Cordell e Katie Sullivan in obitorio, la mano del poliziotto sadico afferra quella di Katie.

## Incassi
| Film                                             | Mondiale             | Budget    |
| ------------------------------------------------ | -------------------- | --------- |
| Poliziotto sadico (1988)                         | 671382 $             | 1100000 $ |
| Maniac Cop - Il poliziotto maniaco (1990)        | uscito in home video | 4000 $    |
| Maniac Cop 3 - Il distintivo del silenzio (1992) | uscito in home video | -         |
| Totale                                           | 671382 $             | 5100000 $ |

## Accoglienza
| Film                                             | Rotten Tomatoes  | Metacritic       |
| ------------------------------------------------ | ---------------- | ---------------- |
| Poliziotto sadico (1988)                         | 53% (15 giudizi) | 40% (10 giudizi) |
| Maniac Cop - Il poliziotto maniaco (1990)        | 58% (12 giudizi) | -                |
| Maniac Cop 3 - Il distintivo del silenzio (1992) | 0% (2 giudizi)   | -                |
| Giudizio medio                                   | 56%              | 40%              |